# Йозеф Мольцер
Йозеф Мольцер (нім. Josef Molzer, 28 лютого 1906, Відень — вересень 1987) — австрійський футболіст, що грав на позиції нападника. По завершенні ігрової кар'єри — тренер.
Виступав, зокрема, за клуби «Аустрія» (Відень), «Ферст Вієнна», а також національну збірну Австрії.
Триразовий володар Кубка Австрії. Володар Кубка Мітропи.

## Клубна кар'єра
У дорослому футболі дебютував 1926 року виступами за команду клубу «Рапід» (Відень), в якій провів один сезон, взявши участь у 3 матчах чемпіонату. Того ж сезону, у другій його частині, зіграв 11 матчів у складі клубу «Аустрія» (Відень). Влітку 1927 року перейшов до складу клубу «Флорісдорфер», де два роки був одним з провідних гравців клубу.
Своєю грою за останню команду знову привернув увагу представників тренерського штабу клубу «Аустрія» (Відень), до складу якого повернувся 1929 року. Цього разу відіграв за віденську команду наступні сім сезонів своєї ігрової кар'єри. За цей час виборов два титули володаря кубка Австрії і один кубок Мітропи у 1933 році.
У 1936 році наприкінці сезону 1935/36 перейшов у команду «Ферст Вієнна». На два з половиною роки закрив проблемну позицію правого нападника, що звільнилася після важкої травми багаторічного правого крайнього клубу Антона Брозенбауера. Команда посіла друге місце у тому сезоні, а також вийшла до фіналу кубка, де програла колишньому клубові Мольцера — «Аустрії» — 0:3. Виступав у поєдинках кубка Мітропи 1936 року. «Вієнна» впевнено переграла чемпіона Угорщини «Хунгарію» (2:0 і 5:1), але поступилась за сумою двох матчів італійській «Амброзіані-Інтер» (2:0, 1:4). У чемпіонаті Австрії клуб Мольцера посів третє місце, а також здобув перемогу у кубку Австрії. Саме Йозеф став героєм фінального матчу проти «Вінер Шпорт-Клуба». Мольцер забив два голи на 53-й і 64-й хвилинах матчу і забезпечив команді перемогу з рахунком 2:0. А загалом у тому розіграші забив 5 голів у чотирьох матчах. На початку наступного сезону «Вієнна» знову виступала у кубку Мітропи. Мольцер зіграв усі 6 матчів і забив 1 гол, а його команда спочатку лише у переграванні перемогла «Янг Фелловз» (2:1, 0:1, 2:0), а потім так само у переграванні поступилась майбутньому чемпіонові — «Ференцварошу» (1:2, 1:0, 1:2). У чемпіонаті команда стала лише п'ятою, а в кубку вибула в 1/4 фіналу. Після завершення сезону завершив кар'єру гравця.

## Виступи за збірну
1932 року дебютував в офіційних матчах у складі національної збірної Австрії. Австрія зустрічалась у товариському матчі зі Швецією. Мольцер виступав на звичній позиції правого крайнього, а його партнерами по нападу були австрійські знаменитості Маттіас Сінделар і Антон Шалль. Матч завершився перемогою австрійців з рахунком 4:3, а Мольцер забив четвертий гол своєї команди, зробивши рахунок 4:2. Через кілька місяців удруге зіграв у збірній, у товариській грі проти Угорщини (3:2). На позиції Йозефа у національній команді був дуже сильний конкурент — Карл Цишек, що багато років не даватиме нікому шансів потрапити у склад на правому фланзі нападу. 

## Кар'єра тренера
Розпочав тренерську кар'єру 1946 року, очоливши тренерський штаб клубу «Штурм» (Грац). 1951 року став головним тренером команди «Мюнхен 1860», тренував клуб з Мюнхена один рік. Також працював у ще одній німецькій команді - «Вестфалія 04».
Протягом 1955 року вперше очолив тренерський штаб національної збірної Австрії. Потім ненадовго поступився тренерським містком Карлу Гаєру, але згодом повернувся в команду. Працював у команді до 1958 року у парі з Йозефом Аргауером. Дует тренерів вивів команду на чемпіонат світу 1958. Команді дуже не пощастило з жеребом, адже вона потрапила у справжню «групу смерті», де також грали Бразилія, Англія і СРСР, кожна з яких входила до числа фаворитів турніру. У підсумку австрійці набрали лише одне очко у маті з Англією.(2:2). Пропрацювавши зі збірною ще у двох матчах після ЧМ, Мольцер залишив команду.
Помер у вересні 1987 року на 82-му році життя.

## Титули і досягнення
- Володар Кубка Австрії (3):

«Аустрія» (Відень): 1932—1933, 1934—1935
«Ферст Вієнна»: 1936—1937
- Володар Кубка Мітропи (1):

«Аустрія» (Відень): 1933